# ウィリアム・ブラウン (バウンティ号)
ウィリアム・ブラウン（William Brown、1761年?-1793年9月20日）は「バウンティ号の反乱」（1789年）の反乱者の一人。庭師であり、植物学者デイヴィッド・ネルソンの助手としてバウンティ号に乗り組んでいた。
ブラウンの出自についてはあまり分からないが、1761年イギリスのレスターシャー生まれと言われている。バウンティの乗組員に決まった1787年当時、彼は26歳の熟練した園芸家でキューガーデン（王立植物園）に雇われていた。おそらくそこで当時イギリスで最も著名な植物学者の一人であるデヴィッド・ネルソンの知遇を得て、バウンティ号に乗り組んだものと思われる。彼は色白の痩身でダークブラウンの髪、身長は170cmほどで、頬から咽喉まで顕著な傷跡があり、外見を大きく損ねていたという。
ブラウンは温和な性格で、航海中の懲罰は1回しか受けなかった。それも甲板での業務をブラウンが拒否したためグロッグの配給を止められた、というものである（軍医はリウマチ性の痛みと壊血病の兆候により彼が任務に不適であると診断していた）。バウンティ号では鞭打ち刑はほとんど行われなかった。
タヒチでのブラウンは、その専門技能を駆使して、航海の本来の目的であるパンノキを何百と採取して鉢に収め、艦に収容する作業に従事した。彼が何より驚いたのは、イギリスでは厭われる彼の顔の傷跡が、タヒチでは何の障害でもなく、むしろ勇敢さの象徴として好まれることだった。その上、彼の土いじりの技術は現地社会でも高く評価された。推測に過ぎないが、彼が反乱に与したのは、この、自らの（特に女性からの）評価がそれまでのイギリスでの暮らしと全く異なっていたことにあるのかもしれない。
ブラウンは反乱には全く参加していなかったが、ブライ艦長とともにイギリスに戻ることも望んでいなかった。ブラウンはフレッチャー・クリスチャンら反乱者とともに行動し、タヒチに戻り、タヒチでの妻テアトゥアヒテア（Teatuahitea）を伴ってピトケアン島に移り住んだ。
ブラウンはピトケアン島でももめごとには係わらなかったが、1793年、ポリネシア人がイギリス人に対して蜂起したとき、それに巻き込まれて殺された。ブラウンには子供がなかった。「ブラウン」は現在ピトケアン島にある4つの姓のひとつであるが、彼らは若い庭師の子孫ではなく、後年の移民の子孫である。